# Callopistria imparata
Callopistria imparata là một loài bướm đêm trong họ Noctuidae.